# تشارلز موريسون (سياسي نيوزلندي)
تشارلز موريسون (بالإنجليزية: Charles Morison)‏ هو سياسي نيوزلندي، ولد في 1861، وتوفي في 6 يناير 1920.